# Demografia Łotwy
| (2006)                   | (2006)                           |
| ------------------------ | -------------------------------- |
| Liczba ludności          | 2 274 735                        |
| Ludność według wieku     |                                  |
| 0 - 14 lat               | 14,0%                            |
| 15 - 64 lat              | 69,6%                            |
| ponad 64 lata            | 16,4%                            |
| Wiek (mediana)           |                                  |
| W całej populacji        | 39,4 lat                         |
| Mężczyzn                 | 36,3 lat                         |
| Kobiet                   | 42,4 lat                         |
| Przyrost naturalny       | -4,42‰                           |
| Współczynnik urodzeń     | 9,24 urodzin/1000 mieszkańców    |
| Współczynnik zgonów      | 13,66 zgonów/1000 mieszkańców    |
| Współczynnik migracji    | -2,26 migrantów/1000 mieszkańców |
| Ludność według płci      |                                  |
| przy narodzeniu          | 1,05 mężczyzn/kobietę            |
| poniżej 15 lat           | 1,05 mężczyzn/kobietę            |
| 15 - 64 lat              | 0,94 mężczyzn/kobietę            |
| powyżej 64 lat           | 0,48 mężczyzn/kobietę            |
| Umieralność noworodków   |                                  |
| W całej populacji        | 9,35 śmiertelnych/1000 żywych    |
| płci męskiej             | 11,31 śmiertelnych/1000 żywych   |
| płci żeńskiej            | 7,29 śmiertelnych/1000 żywych    |
| Oczekiwana długość życia |                                  |
| W całej populacji        | 71,33 lat                        |
| Mężczyzn                 | 66,08 lat                        |
| Kobiet                   | 76,85 lat                        |
| Rozrodczość              | 1,27 urodzin/kobietę             |

Języki:

Dynamika populacji Łotwy 1920-2014

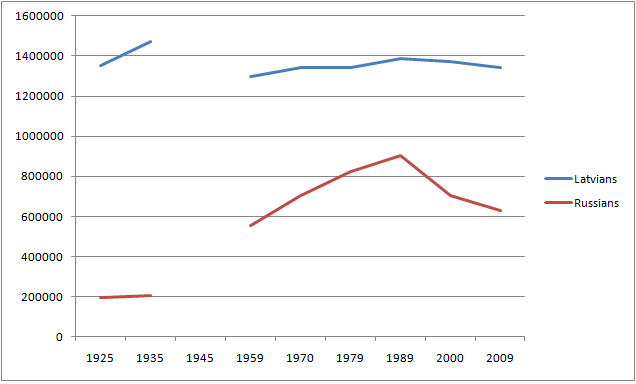
Dynamika populacji Łotyszy i Rosjan Łotwy

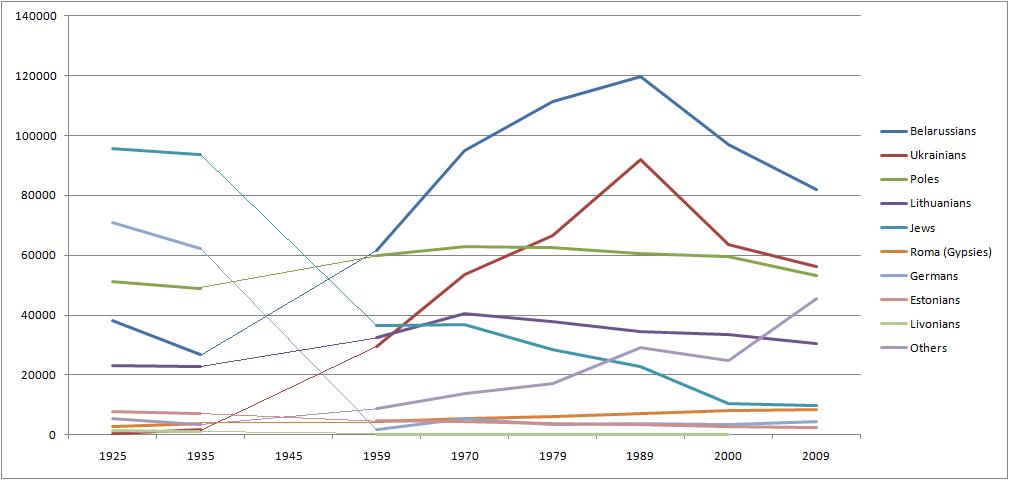
Dynamika populacji mniejszości narodowych Łotwy

Rosjanie na Łotwie w poszczególnych regionach

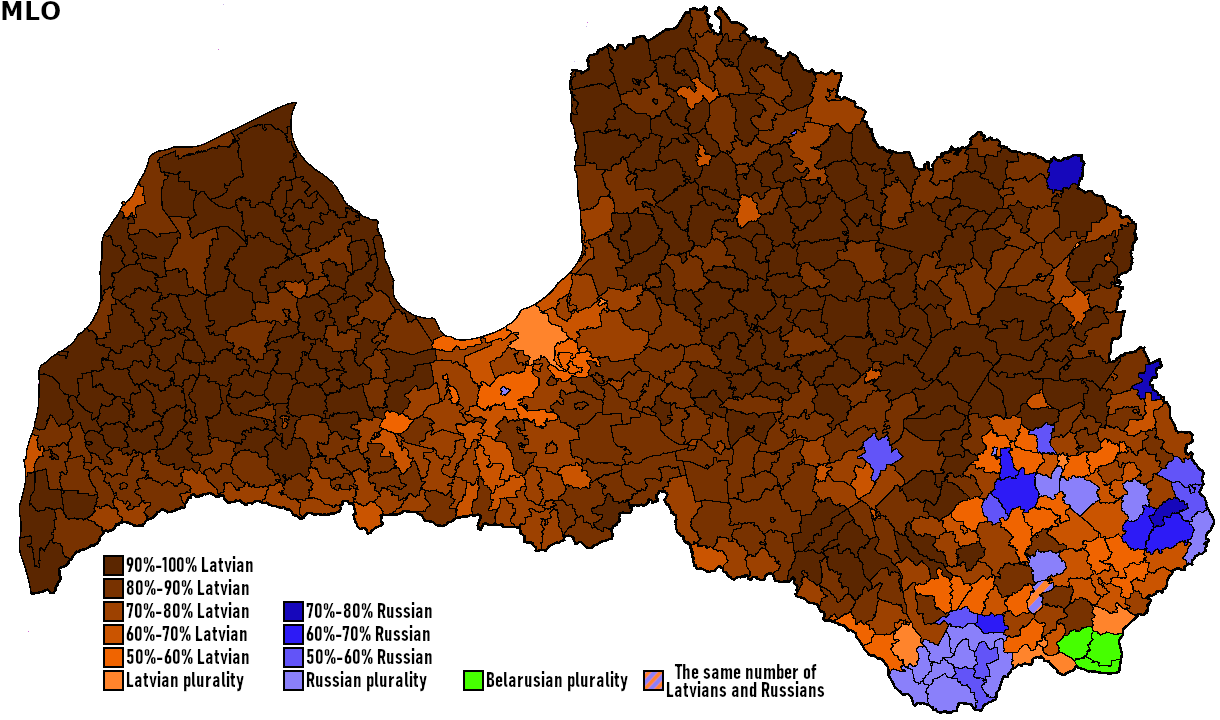
Kompozycja etniczna Łotwy w roku 2024

łotewski (urzędowy), rosyjski i inne.
Zobacz też: Łotwa